# トゥナプナ＝ピアコ地域自治体
トゥナプナ＝ピアコ地域自治体(英語：Tunapuna-Piarco Regional Corporation;  発音)は、トリニダード・トバゴの地域自治体。
2011年の人口は21万5119人で、14の行政区画で最大。
中心都市はトゥナプナ。
東西回廊の東側を含む。

## 人口
- 2000年5月15日：20万3975人
- 2011年1月9日：21万5119人

## 隣接自治体
- 北：カリブ海
- 東：サングレ・グランデ地域自治体
- 南：クーバ＝タバキテ＝タルパロ地域自治体
- 南西：チャグアナス行政区
- 西：サン・フアン＝ラヴェンティル地域自治体

アリマ行政区を完全に囲んでいる。

## 行政区画
- アルーカ（英語版）
- カーエープ（英語版）
- 聖オーガスティーン（英語版）
- トゥナプナ（英語版）：中心都市
- トリンシティー（英語版）
- ピアルコ（英語版）
- ブランチッセウセ（英語版）

## 交通
- ピアルコ国際空港：トリニダード・トバゴ空港管理会社（英語版）の本部が有る[2]。2006年までは西インド諸島航空（英語版）の拠点空港で、[3]カリビアン航空になってからも同様である[4]。